# داليان ماتسين
داليان ماتسين (2 يناير 1994 بفلاردينجن في هولندا - ) (بالهولندية: Dalian Maatsen)‏ هو لاعب كرة قدم هولندي في مركز الدفاع. لعب مع دين بوستش وناك بريدا وMVV Maastricht ‏.

## وصلات خارجية
- داليان ماتسين على موقع قاعدة بيانات كرة القدم.إي يو (الإنجليزية)
- داليان ماتسين على موقع Soccerway.com (الإنجليزية)